# Division d'Honneur 1932-1933
La Division d'Honneur 1932-1933 è stata la 33ª edizione della massima serie del campionato belga di calcio disputata tra il 4 settembre 1932 e il 21 maggio 1933 e conclusa con la vittoria del Union Royale Saint-Gilloise, al suo nono titolo.
Capocannoniere del torneo fu Guillaume Ulens (Anversa), con 26 reti.

## Formula
Come nella stagione precedente le squadre partecipanti furono 14 e disputarono un turno di andata e ritorno per un totale di 26 partite.
Le ultime due classificate retrocedettero in Division 1.

## Squadre
| Squadra                  | Città        | Stadio | Stagione 1931-1932  |
| ------------------------ | ------------ | ------ | ------------------- |
| Standard Liegi           | Liegi        |        | 9°                  |
| Berchem Sport            | Anversa      |        | 5°                  |
| Racing Club de Bruxelles | Uccle        |        | Division I          |
| RC Malines SR            | Malines      |        | 12°                 |
| RRC de Gand              | Gand         |        | 8°                  |
| Beerschot AC             | Anversa      |        | 7°                  |
| RCS Brugeois             | Bruges       |        | 6°                  |
| Anversa                  | Anversa      |        | 2°                  |
| Union Saint-Gilloise     | Saint-Gilles |        | 3°                  |
| Daring Club de Bruxelles | Bruxelles    |        | 4°                  |
| RFC Brugeois             | Bruges       |        | 11°                 |
| RFC Malinois             | Malines      |        | 10°                 |
| TSV Lyra                 | Lier         |        | Division I          |
| Liersche SK              | Lier         |        | Campione del Belgio |

## Classifica finale
|                   | Pos. | Squadra                     | Pt | G  | V  | N | P  | GF | GS | DR  |
| ----------------- | ---- | --------------------------- | -- | -- | -- | - | -- | -- | -- | --- |
| Belgio (bandiera) | 1.   | Union Royale Saint-Gilloise | 43 | 26 | 19 | 5 | 2  | 69 | 22 | +47 |
|                   | 2.   | Anversa                     | 36 | 26 | 16 | 4 | 6  | 69 | 38 | +31 |
|                   | 3.   | RCS Brugeois                | 33 | 26 | 14 | 5 | 7  | 40 | 29 | +11 |
|                   | 4.   | Standard Liegi              | 31 | 26 | 14 | 3 | 9  | 77 | 56 | +21 |
|                   | 5.   | K. Liersche SK              | 30 | 26 | 12 | 6 | 8  | 71 | 42 | +29 |
|                   | 6.   | TSV Lyra                    | 28 | 26 | 11 | 6 | 9  | 51 | 54 | -3  |
|                   | 7.   | R. Beerschot AC             | 28 | 26 | 12 | 4 | 10 | 51 | 54 | -3  |
|                   | 8.   | Daring Club de Bruxelles SR | 24 | 26 | 8  | 8 | 10 | 43 | 45 | -2  |
|                   | 9.   | RFC Malinois                | 23 | 26 | 8  | 7 | 11 | 49 | 54 | -5  |
|                   | 10.  | Racing Club de Bruxelles    | 20 | 26 | 7  | 6 | 13 | 43 | 58 | -15 |
|                   | 11.  | RC Malines SR               | 20 | 26 | 8  | 4 | 14 | 43 | 57 | -14 |
|                   | 12.  | RRC de Gand                 | 17 | 26 | 7  | 3 | 16 | 40 | 78 | -38 |
|                   | 13.  | RFC Brugeois                | 16 | 26 | 6  | 4 | 16 | 39 | 73 | -34 |
|                   | 14.  | R. Berchem Sport            | 15 | 26 | 4  | 7 | 15 | 35 | 60 | -25 |

Legenda:

      Campione del Belgio
      Retrocesso in Division 1
Note:

Due punti a vittoria, uno a pareggio, zero a sconfitta.

### Verdetti
- Union Royale Saint-Gilloise campione del Belgio 1932-33.
- RFC Brugeois e R. Berchem Sport retrocesse in Division I.